# Мацусита, Томоюки
Томоюки Мацусита (род. 1 августа 2005, Уцуномия) — японский пловец, специализирующийся в плавании комплексом на дистанциях 200 и 400 метров. Серебряный призёр Олимпийских игр 2024 года, серебряный призёр чемпионата мира 2025 года на дистанции 400 метров комплексным плаванием.

## Биография
В 2023 году на юниорском чемпионате мира в Израиле завоевал чемпионский титул на дистанции 400 метров комплексным плаванием с рекордом чемпионатов (4:10.97).
На Олимпийских играх 2024 года в Париже за несколько дней до своего 19-летия Мацусита стал серебряным призёром на дистанции 400 метров комплексным плаванием, показав результат в финале 4:08,62, отстав от чемпиона Леона Маршана более чем на 5 секунд.
На чемпионате мира 2025 года в Сингапуре также завоевал серебро на дистанции 400 метров комплексным плаванием с результатом 4:08.32, проиграв 3,5 сек Леону Маршану.